# Principio (ética)
Los principios son reglas o normas que orientan la acción de un ser humano cambiando las facultades espirituales racionales. Se trata de normas de carácter general y universal, como, por ejemplo: amar al prójimo, no mentir, respetar la vida de las demás especies, etc. Los principios morales también se llaman máximas o precepto constitucional. 
Los principios  éticos son declaraciones propias del ser humano, que apoyan su necesidad de desarrollo y felicidad. Los principios son universales y se los puede apreciar en la mayoría de las doctrinas y religiones a lo largo de la historia de la humanidad.
Immanuel Kant fundamenta la ética en la actividad propia de la razón práctica. Considera principios aquellas proposiciones que contienen la idea de una determinación general de la voluntad que abraza muchas reglas prácticas. Los clasifica como máximas si son subjetivos o leyes si son objetivos.
Los principios éticos son declaraciones propias del ser humano, que apoyan su necesidad de desarrollo, felicidad y responsabilidad. Se hace un principio ético como consecuencia del descubrimiento humano para catalogar una acción beneficiosa o perjudicial para sí mismo o su raza. Estas declaraciones guían su conducta, su percepción de la realidad y su pensamiento.
Por otro lado, Stephen R. Covey define los principios como faros y como leyes naturales que no se pueden quebrantar. Tal como observó Cecil B. DeMille en torno a los principios contenidos en su película «Los Diez Mandamientos»: «Nosotros no podemos quebrantar la ley. Solo podemos quebrantarnos a nosotros mismos y en contra de la ley». Así, la «realidad objetiva», el territorio del ser humano, está compuesto por principios (faros) que controlan el desarrollo y la felicidad humana. Son, en sí, leyes naturales enraizadas en la estructura de todas las sociedades civilizadas a lo largo de la historia y de aquellas instituciones que han perdurado. Algunos de estos principios son la rectitud, integridad, honestidad (Estos dos últimos crean los cimientos de la confianza), la dignidad humana, el servicio o idea de contribuir, el potencial, entre otros. Tales principios son verdades profundas, de aplicación universal. Se aplican a los individuos, las familias, los matrimonios, y organizaciones de todo tipo.  Es decir, son directrices para la conducta humana que han demostrado tener un valor duradero, permanente. Para captar su naturaleza únicamente basta con considerar vivir una vida basada en sus opuestos tales como la mala fe, el engaño, la bajeza, la inutilidad, la mediocridad, entre otros.

### Principios éticos y economía
Amartya Sen a través de sus distintas publicaciones toma una postura de crítica hacia la economía actual y el bienestar tradicional que dicta que el objetivo económico es maximizar utilidades de manera completamente racional; sin embargo el ser humano no se comporta de esta manera, este tiene un balance y toma de decisiones en libertad que le permiten seguir una serie de principios éticos para encontrar su propio bienestar, sin afectar el del otro. Algunos de estos principios son la libertad, autonomía, justicia y diálogo.

### Principio de libertad
El autor mexicano Antonio Caso en su obra La persona humana y el Estado totalitario, propone que la libertad se considere como un principio ético, que es y debe ser una cualidad irrenunciable del ser humano. Reconociendo la capacidad de los individuos para delinear y vivir a través de sus valores, los cuales nos convierten en personas humanas a diferencia de otros seres vivos como los animales.
Existiendo 3 libertades fundamentales para el crecimiento de la persona humana: la libertad de asociación política, la libertad de conciencia y la apropiación de bienes; que juntas forman "los puntuales de la sociedad o la vida civil".
Siendo el principio de la libertad un fundamento ético, siendo el medio para la cultura de los seres humanos.

### Principio de honestidad.
Sócrates menciona que la honestidad es un principio que tiene una estrecha relación con los principios de verdad, justicia y con la integridad moral. Una persona honesta es aquella que procura siempre anteponer la verdad en sus pensamientos, expresiones y acciones. Este principio no es legal solo con ser honestos los unos a los otros, sino con uno mismo, para esto se requiere que la persona logre tener un grado de autoconciencia significativo y coherente con sus pensamientos.